# Mirosława gdańska
Mirosława Gdańska (ur. ok. 1195 zm. 1240) – księżna pomorska, żoną księcia pomorskiego Bogusława II, a po jego śmierci Regentka księstwa pomorskiego.
Była córką Mściwoja I gdańskiego i jego żony, Zwinsławy Piastówny, prawdopodobnie między rokiem 1208 a 1210 poślubiła Bogusława II Gryfitę.
Została wdową w drugiej połowie stycznia 1220 roku, jej mąż przeżył swego brata tylko o pół roku. Zgon był niespodziewany, ponieważ gdyby Bogusław wcześniej chorował nie wybrałby się zimą do Klińca na południu swego kraju.
Po śmierci swego małżonka pełniła funkcję regentki, od 1228 dokumenty podpisywała wraz z synem, choć w 1223 na zjeździe z duńskim poselstwem we Wkryujściu figurował Barnim I – zapewne, aby podkreślić, że jest dziedzicem księstwa, lecz na pewno oddała władzę swemu synowi w roku 1233.

## Rodzina
Mąż Mirosławy, Bogusław II i ona byli kuzynami (ich matki, Anastazja Mieszkówna oraz Zwinisława Piastówna były córkami Mieszka III Starego oraz Eudoksji Izjasławównej).
Jej babcia od strony matki, Eudoksja Izjasławówna należała do dynastii Rurykowiczów co czyniło ją 9x prawnuczką legendarnego Ruryka, oto wykres pokrewieństwa Mirosławy i Ruryka:
1. Mirosława gdańska
2. Zwinsława Piastówna (matka)
3. Eudoksja Izjasławówna Rurykowicz (matka)
4. Izjasław II Pantelejmon Rurykowicz (ojciec)
5. Mścisław I Harald Rurykowicz (ojciec)
6. Włodzimierz II Monomach Rurykowicz (ojciec)
7. Wsiewołod I Rurykowicz (ojciec)
8. Jarosław I Mądry Rurykowicz (ojciec)
9. Włodzimierz I Wielki Rurykowicz (ojciec)
10. Światosław I Rurykowicz (ojciec)
11. Igor Rurykowicz (ojciec)
12. Ruryk (ojciec)